# Blossia falcifera
Blossia falcifera är en spindeldjursart som beskrevs av Kraepelin 1908. Blossia falcifera ingår i släktet Blossia och familjen Daesiidae.

## Underarter
Arten delas in i följande underarter:
- B. f. brachygnatha
- B. f. falcifera
- B. f. longicornis
- B. f. namibensis
- B. f. natalensis
- B. f. omatjensis
- B. f. quibensis
- B. f. transvaalica